# مجلس یونان
مجلس هلنی (یونانی: Βουλή των Ελλήνων; مجلس هلنی‌ها (یونانیان) ; ترجمه Vouli ton Ellinon) نام مجلس یونان است که در کاخ سابق سلطنتی در شهر آتن، مشرف بر میدان سینتاگما واقع شده. این مجلس یک نهاد عالی دمکراتیک و نمایانگر مردم یونان از طریق نمایندگان منتخب ایشان است.

نظام یونان یک نظام مقننهٔ تک مجلسی است که در آن ۳۰۰ نفر نمایندگان برای یک دورهٔ چهار ساله انتخاب می‌شوند. در فاصلهٔ سال‌های ۱۸۴۴–۱۸۶۳ و ۱۹۲۷–۱۹۳۵ نظام یونان یک نظام دو مجلسی بود که شامل مجلس سنا و مجلس نمایندگان می‌شد. بسیاری از سیاست‌مداران یونان زمانی سخنگوی این پارلمان بوده‌اند.

## ترکیب کنونی
| حزب                  | رهبر                | شمار نمایندگان (پس از انتخابات) | شمار نمایندگان (اکنون) | نماد |
| -------------------- | ------------------- | ------------------------------- | ---------------------- | ---- |
| دمکراسی نو           | انتونیوس ساماراس    | ۱۲۹                             | ۱۲۵                    |      |
| ائتلاف چپ رادیکال    | الکسیس تسیپراس      | ۷۱                              | ۷۱                     |      |
| جنبش سوسیالیست یونان | اوانجلیس ونیزلوس    | ۳۳                              | ۲۸                     |      |
| یونانیان مستقل       | پانوس کامنوس        | ۲۰                              | ۱۸                     |      |
| طلوع طلایی           | نیکلاس میکالولیاکوس | ۱۸                              | ۱۸                     |      |
| دمکرات چپ‌گرا         | فوتیس کوولیس        | ۱۷                              | ۱۴                     |      |
| حزب کمونیست یونان    | آلکا پاپاریگا       | ۱۲                              | ۱۲                     |      |
| نمایندگان مستقل      | -                   | ۰                               | ۱۴                     | -    |